# Per Braxenholm
Per Braxenholm (* 31. Oktober 1983 in Karlskrona) ist ein schwedischer Eishockeyspieler, der seit August 2012 bei den Scorpions de Mulhouse in der französischen Ligue Magnus unter Vertrag steht.

## Karriere
Per Braxenholm begann seine Karriere als Eishockeyspieler in seiner Heimatstadt in der Nachwuchsabteilung des Karlskrona IK, für dessen erste Mannschaft er in der Saison 1999/2000 in der unterklassigen Division 2 sein Debüt gab. Anschließend spielte der Verteidiger vier Jahre lang für das Profiteam von Mörrum GoIS in der zweitklassigen HockeyAllsvenskan, ehe er die Saison 2005/06 bei dessen Ligarivalen Halmstad Hammers begann. Bis 2008 stand er für den Nybro Vikings IF auf dem Eis. Anschließend lief der Schwede bei seinem ersten Engagement im Ausland drei Jahre lang für die ASG Angers in der französischen Ligue Magnus auf.   
Zur Saison 2011/12 wechselte Braxenholm zu AS Pergine in die italienische Serie A2. Zur folgenden Spielzeit wurde der Schwede vom französischen Ligue-Magnus-Aufsteiger Scorpions de Mulhouse unter Vertrag genommen.

## Statistik
(Stand: Ende der Saison 2010/11)